# زويدرو

زويدرو هي مدينة تقع في ليبريا بالقرب من الحدود مع ساحل العاج وتبعد حوالي 350 ميل جنوب شرق العاصمة مونروفيا.